# Pocillopora modumanensis
Pocillopora modumanensis is een rifkoralensoort uit de familie van de Pocilloporidae. De wetenschappelijke naam van de soort is voor het eerst geldig gepubliceerd door Vaughan.